# Major League Baseball 1882
1882 års säsong av Major League Baseball (MLB) var den sjunde i MLB:s historia. MLB bestod under denna säsong av National League (NL), som bestod av åtta klubbar, och American Association (AA), som bestod av sex klubbar. Mästare i NL blev Chicago White Stockings, som därmed tog sin fjärde ligatitel. Mästare i AA blev Cincinnati Red Stockings, som därmed tog sin första ligatitel.

## Tabeller

### National League
| Klubb                   | M  | V  | F  | O | V%    | GB   | PF  | PM  |
| ----------------------- | -- | -- | -- | - | ----- | ---- | --- | --- |
| Chicago White Stockings | 84 | 55 | 29 | 0 | 0,655 | –    | 603 | 353 |
| Providence Grays        | 84 | 52 | 32 | 0 | 0,619 | 3    | 463 | 356 |
| Boston Red Caps         | 85 | 45 | 39 | 1 | 0,536 | 10   | 472 | 411 |
| Buffalo Bisons          | 84 | 45 | 39 | 0 | 0,536 | 10   | 500 | 462 |
| Cleveland Blues         | 84 | 42 | 40 | 2 | 0,512 | 12   | 402 | 410 |
| Detroit Wolverines      | 86 | 42 | 41 | 3 | 0,506 | 12,5 | 407 | 490 |
| Troy Trojans            | 85 | 35 | 48 | 2 | 0,422 | 19,5 | 430 | 522 |
| Worcester Worcesters    | 84 | 18 | 66 | 0 | 0,214 | 37   | 379 | 652 |

Not: Före 1883 avgjordes klubbarnas placeringar i National League av antalet vinster, inte av vinstprocenten.

### American Association
| Klubb                     | M  | V  | F  | O | V%    | GB   | PF  | PM  |
| ------------------------- | -- | -- | -- | - | ----- | ---- | --- | --- |
| Cincinnati Red Stockings  | 80 | 55 | 25 | 0 | 0,688 | –    | 489 | 268 |
| Philadelphia Athletics    | 75 | 41 | 34 | 0 | 0,547 | 11,5 | 405 | 389 |
| Louisville Eclipse        | 80 | 42 | 38 | 0 | 0,525 | 13   | 443 | 352 |
| Pittsburgh Alleghenys     | 79 | 39 | 39 | 1 | 0,500 | 15   | 427 | 416 |
| St. Louis Brown Stockings | 80 | 37 | 43 | 0 | 0,463 | 18   | 398 | 496 |
| Baltimore Orioles         | 74 | 19 | 54 | 1 | 0,260 | 32,5 | 272 | 513 |

## Statistik

### National League

#### Slagmän

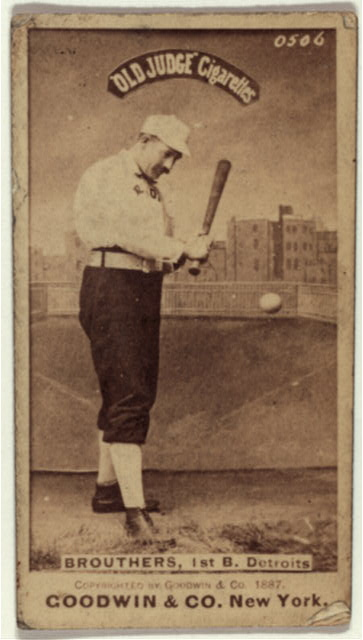
Dan Brouthers.

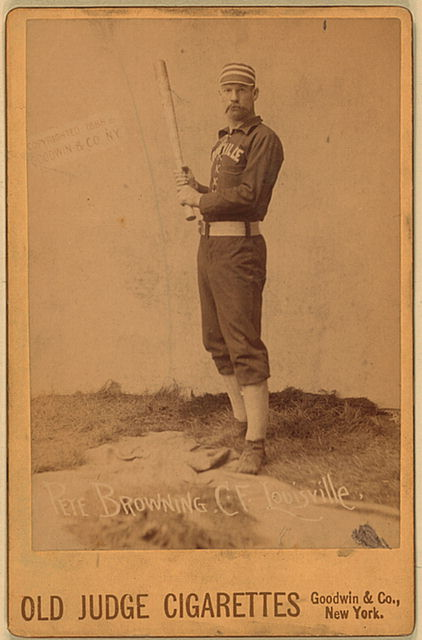
Pete Browning.

Källa: 
| Kategori | Slagman       | Klubb | Värde |
| -------- | ------------- | ----- | ----- |
| AVG      | Dan Brouthers | BUF   | 0,368 |
| HR       | George Wood   | DET   | 7     |
| RBI      | Cap Anson     | CHI   | 83    |
| R        | George Gore   | CHI   | 99    |
| H        | Dan Brouthers | BUF   | 129   |
| OBP      | Dan Brouthers | BUF   | 0,403 |
| SLG      | Dan Brouthers | BUF   | 0,547 |

#### Pitchers

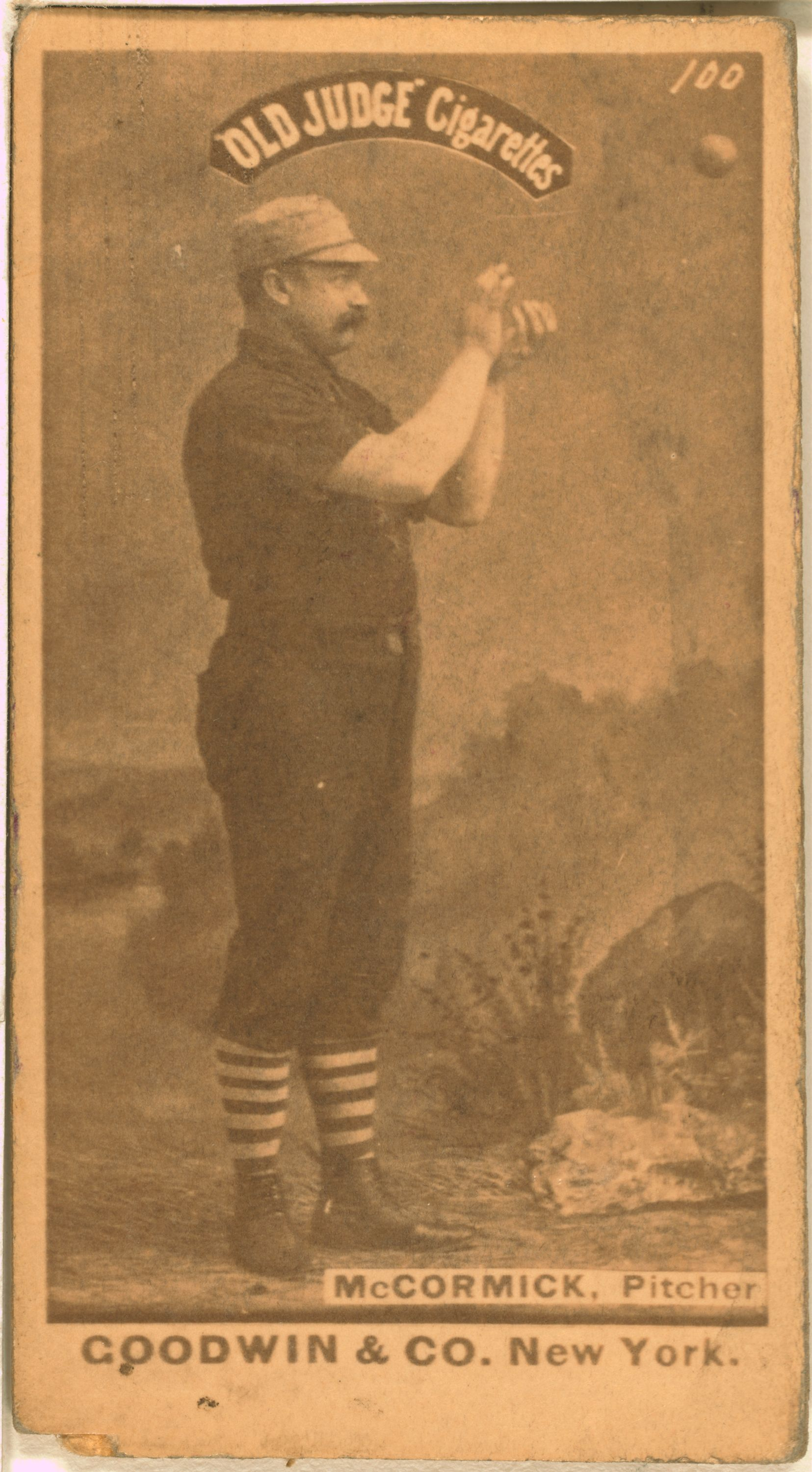
Jim McCormick.

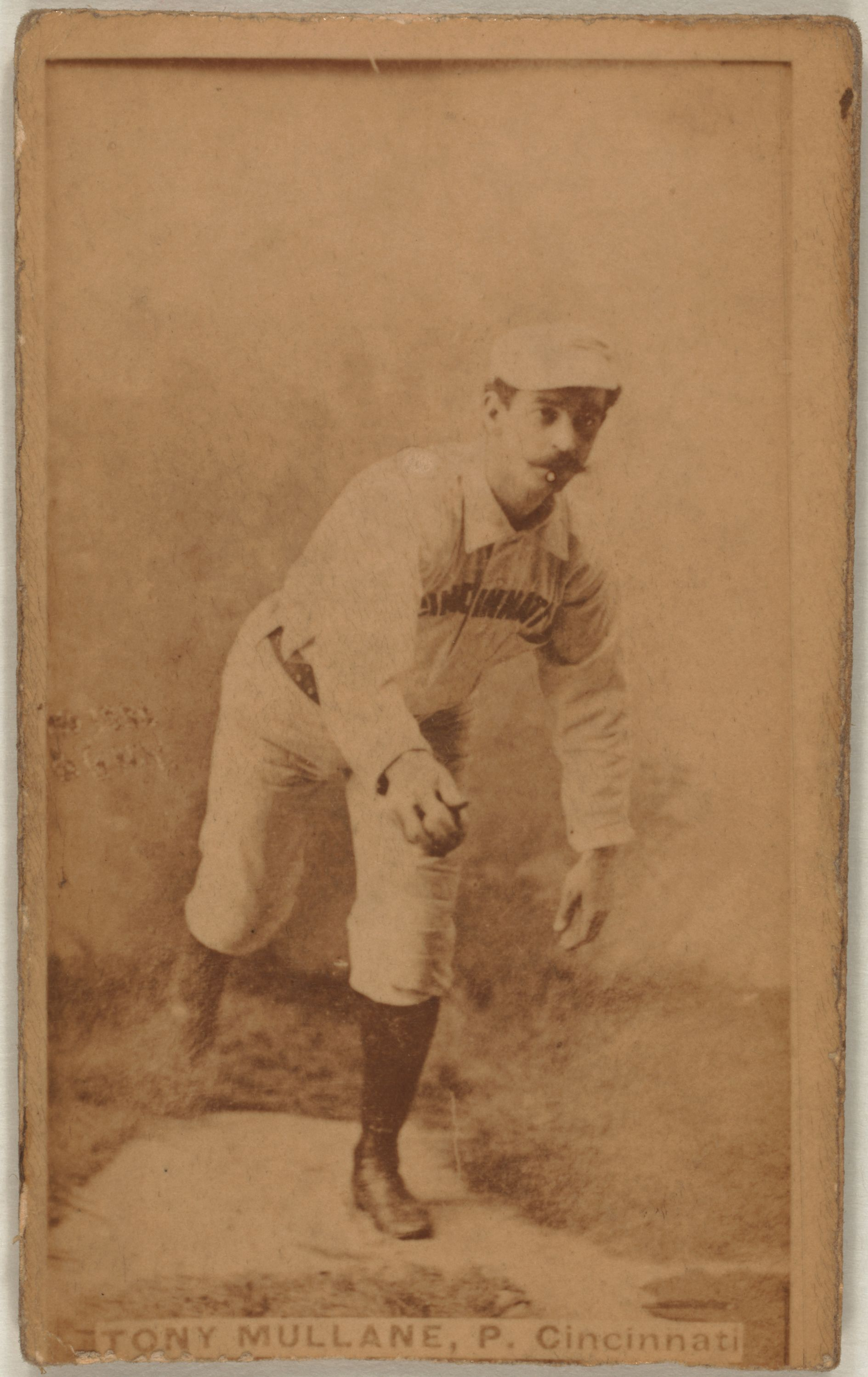
Tony Mullane.

Källa: 
| Kategori | Pitcher              | Klubb | Värde |
| -------- | -------------------- | ----- | ----- |
| W        | Jim McCormick        | CLE   | 36    |
| ERA      | Larry Corcoran       | CHI   | 1,95  |
| SO       | Old Hoss Radbourn    | PRO   | 201   |
| IP       | Jim McCormick        | CLE   | 595,2 |
| CG       | Jim McCormick        | CLE   | 65    |
| SHO      | Old Hoss Radbourn    | PRO   | 6     |
| SV       | John Montgomery Ward | PRO   | 1     |
| WHIP     | Larry Corcoran       | CHI   | 0,97  |

### American Association

#### Slagmän
Källa: 
| Kategori | Slagman        | Klubb | Värde |
| -------- | -------------- | ----- | ----- |
| AVG      | Pete Browning  | LOU   | 0,378 |
| HR       | Oscar Walker   | STL   | 7     |
| RBI      | Hick Carpenter | CIN   | 67    |
| R        | Ed Swartwood   | PIT   | 86    |
| H        | Hick Carpenter | CIN   | 120   |
| OBP      | Pete Browning  | LOU   | 0,430 |
| SLG      | Pete Browning  | LOU   | 0,510 |

#### Pitchers
Källa: 
| Kategori | Pitcher          | Klubb | Värde |
| -------- | ---------------- | ----- | ----- |
| W        | Will White       | CIN   | 40    |
| ERA      | Denny Driscoll   | PIT   | 1,21  |
| SO       | Tony Mullane     | LOU   | 170   |
| IP       | Will White       | CIN   | 480,0 |
| CG       | Will White       | CIN   | 52    |
| SHO      | Will White       | CIN   | 8     |
| SV       | Eddie Fusselback | STL   | 1     |
| WHIP     | Guy Hecker       | LOU   | 0,77  |